# 三眼牙鮃
三眼牙鮃為輻鰭魚綱鰈形目鰈亞目牙鮃科的其中一種，為亞熱帶海水魚，分布於西南大西洋巴西里約熱內盧至烏拉圭海域，棲息深度60-192公尺，體長可達26.2公分，棲息在底層水域，其生活習性不明。

## 扩展阅读
維基物種上的相關：三眼牙鮃